# Prévillers
Prévillers é uma comuna francesa na região administrativa de Altos da França, no departamento de Oise. Estende-se por uma área de 5,18 km². Em 2010 a comuna tinha 238 habitantes (densidade: 45,9 hab./km²).